# Carduus platypus
Carduus platypus é uma espécie de planta com flor pertencente à família Asteraceae. 
A autoridade científica da espécie é Lange, tendo sido publicada em Index Seminum Hort. Haun. 26. 1857.

## Portugal
Trata-se de uma espécie presente no território português, nomeadamente os seguintes táxones infraespecíficos:
- Carduus platypus subsp. platypus - presente em Portugal Continental. Em termos de naturalidade é endémica da Península Ibérica. Não se encontra protegida por legislação portuguesa ou da Comunidade Europeia.